# 亀山関町テレビ中継局
亀山関町テレビ中継局（かめやませきちょうテレビちゅうけいきょく）は、かつて三重県亀山市にあった地上アナログテレビ放送中継局である。2011年7月24日のアナログ放送終了とともに廃止された。

## 所在地
- 亀山市関町新所町（観音山）

## 中継局概要
| チャンネル | 放送局名                              | 空中線電力        | ERP                 | 放送対象 地域 | 放送区域 内世帯数 | 偏波面   | 放送終了日     |
| ---------- | ------------------------------------- | ----------------- | ------------------- | ------------- | ----------------- | -------- | -------------- |
| 37ch       | MTV 三重テレビ放送                    | 映像3W/ 音声750mW | 映像7.9W/ 音声1.95W | 三重県        | 約12万世帯        | 垂直偏波 | 2011年 7月24日 |
| 39ch       | NHK 津総合                            | 映像3W/ 音声750mW | 映像7.9W/ 音声1.95W | 三重県        | 約12万世帯        | 垂直偏波 | 2011年 7月24日 |
| 41ch       | NBN 名古屋テレビ放送 愛称「メ〜テレ」 | 映像3W/ 音声750mW | 映像7.9W/ 音声1.95W | 中京広域圏    | 約12万世帯        | 垂直偏波 | 2011年 7月24日 |
| 43ch       | THK 東海テレビ放送                    | 映像3W/ 音声750mW | 映像7.9W/ 音声1.95W | 中京広域圏    | 約12万世帯        | 垂直偏波 | 2011年 7月24日 |
| 45ch       | NHK 名古屋教育                        | 映像3W/ 音声750mW | 映像7.9W/ 音声1.95W | 全国          | 約12万世帯        | 垂直偏波 | 2011年 7月24日 |
| 48ch       | CBC 中部日本放送                      | 映像3W/ 音声750mW | 映像7.9W/ 音声1.95W | 中京広域圏    | 約12万世帯        | 垂直偏波 | 2011年 7月24日 |
| 51ch       | CTV 中京テレビ放送                    | 映像3W/ 音声750mW | 映像7.7W/ 音声1.9W  | 中京広域圏    | 約12万世帯        | 垂直偏波 | 2011年 7月24日 |

## 特徴
- 名古屋テレビ塔・東山タワー等からの電波が届きにくい亀山市・旧：関町・津市芸濃町地域をカバーしていた。
- 地上デジタルテレビ放送については、瀬戸デジタルタワーなどの電波を受信している。

## 歴史
- 1992年12月25日 開局
- 2011年7月24日 全局廃局となった。